# Александер Рачинський

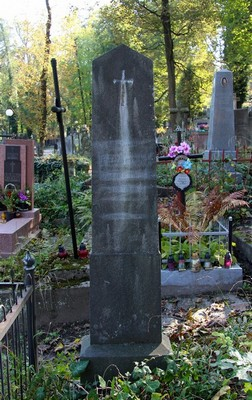

Александер Рачинський (пол. Aleksander Raczyński; 1822, Львів — 16 листопада 1889, там само) — польський художник-портретист.

## Біографія і творчість
Спочатку вивчав мистецтво живопису у Львові під керівництвом Яна Машковского. Потім до 1846 року у Віденській академії образотворчих мистецтв і Мюнхенській академії мистецтв.
Удосконалював майстерність у Національній вищій школі красних мистецтв у Парижі.
У період навчання створив ряд гумористичних малюнків і карикатур про життя богеми, які зберігаються в колекції Вроцлавської бібліотеки Оссолінеум.
Близько 1857 року здійснив поїздку до Італії, після чого повернувся на Батьківщину і оселився у Львові. Був близьким другом Артура Ґроттґера, для багатьох полотен якого створив пейзажний фон.
Був відомим портретистом, інколи через нестачу коштів вимушений був писати портрети навіть із фотографій.
З головних творів Александра Рачинського можна назвати:
- Портрет Вінцента Поля (1862),
- Портрет польського комедіографа, поета графа Александра Фредра,
- Портрет генерала Юзефа Дверницького (1856—1858),
- Портрет архипресвітера Львівської митрополичої капітули Мартина Барвінського,
- Портрет генерала Мацея Рибінського (1889),
- Портрет митрополита Григорія Яхимовича (1865),
- Портрет бургомістра Львова Александра Ясінського та ін.

Крім того, писав картини на сакральну і історичну тематику, жанрові полотна, аквафорте.
У 1855 році виконав гравюри гербів для скороченого видання Іполита Ступницького гербовника Каспера Несецького — «Herbarz Polski i imionospis zasłużonych w Polsce ludzi wszystkich stanów».
Свої картини виставляв рідко: у Кракові в 1856—1858 роках у Товаристві друзів витончених мистецтв, у Львові в 1868, 1877, 1878 і 1881 роках.
Був одним з творців львівського Товариства любителів витончених мистецтв і членом його Художньої комісії, а також директором Технічної академії.
Кілька картин художника зберігаються у Львівській галереї мистецтв та варшавському палаці-музеї Вілянув.
Похований у Львові , на 8 полі Личаківського цвинтаря.

## Галерея

Окремі роботи Александра Рачинського
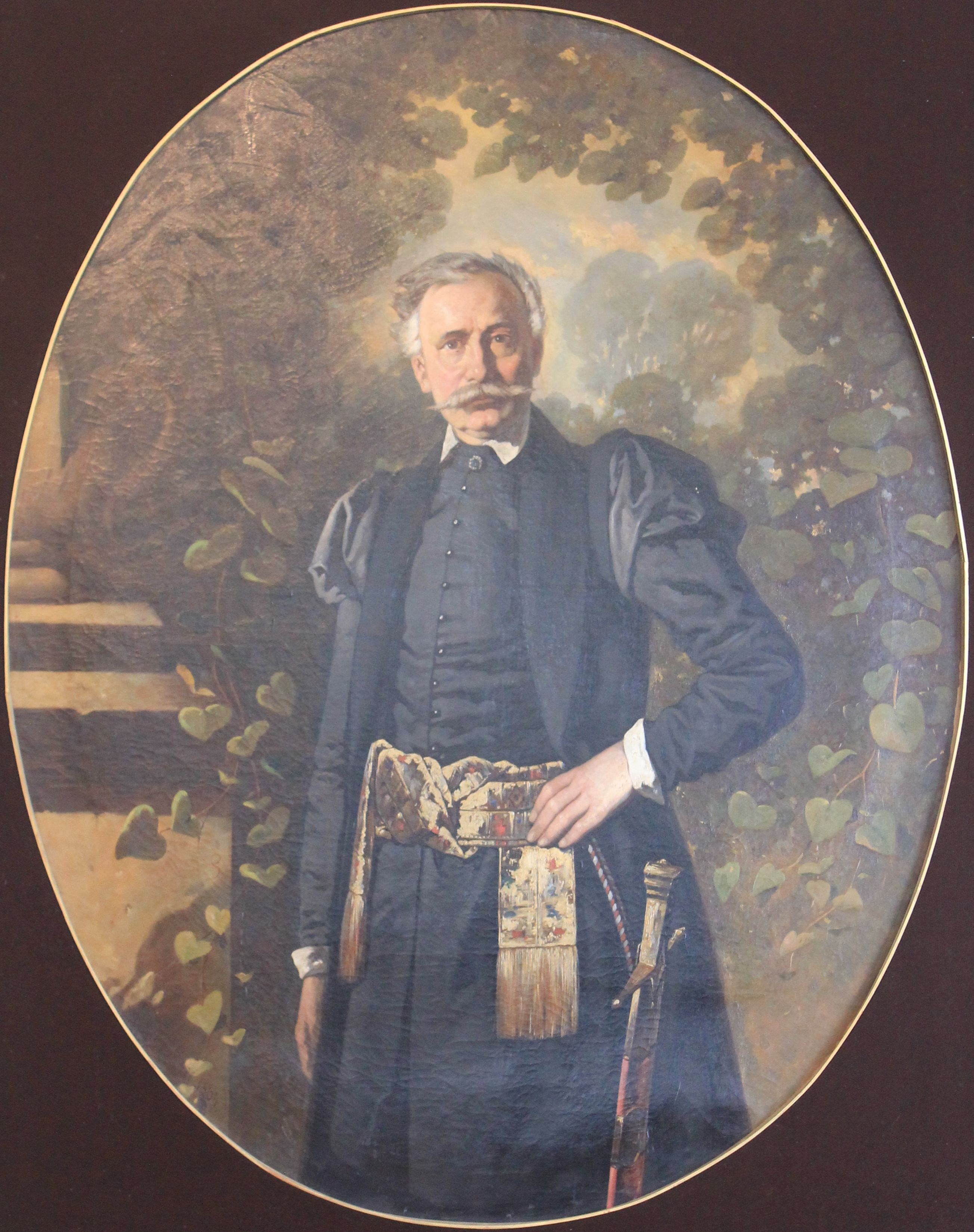
Портрет Вінцента Поля (1862)
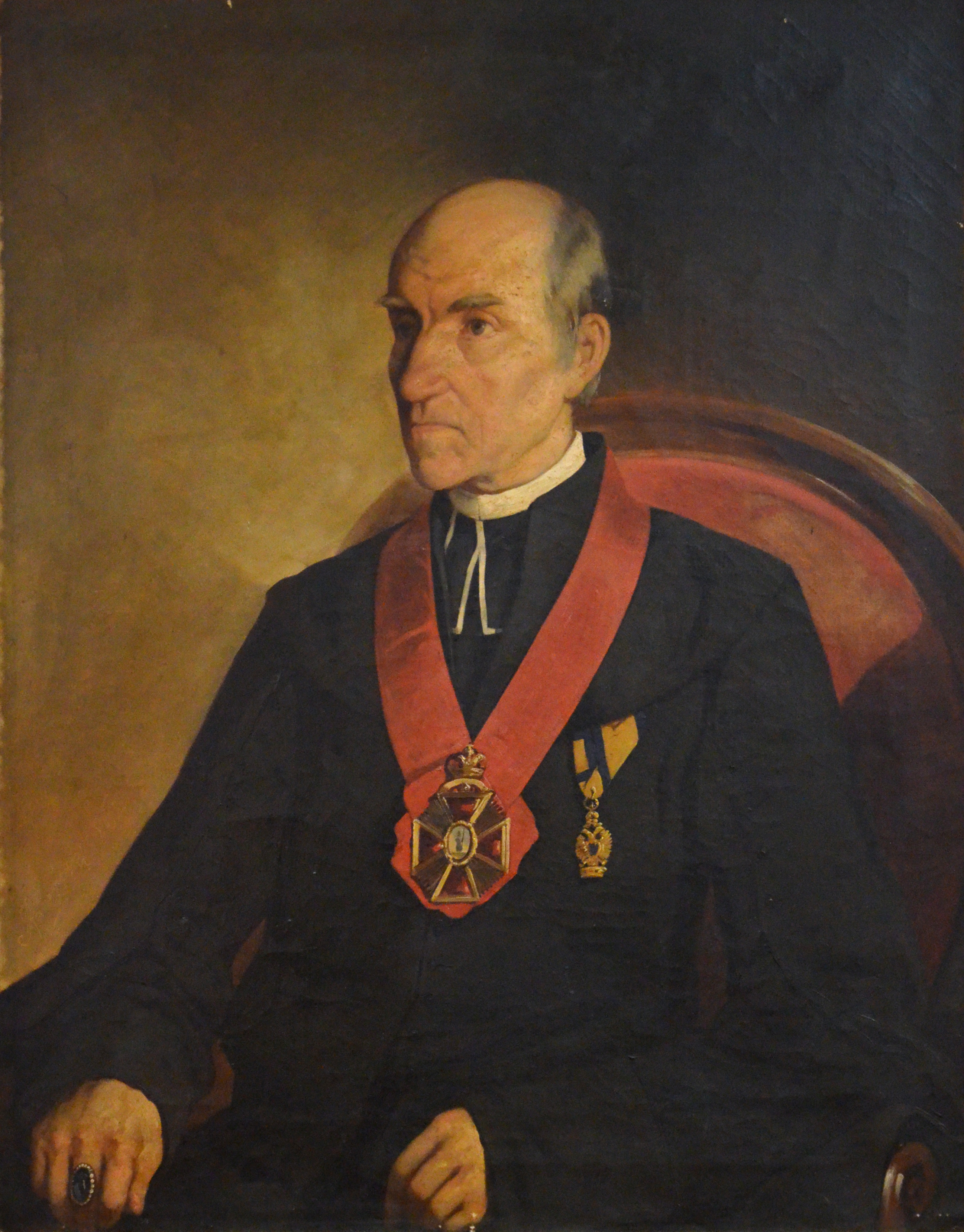
Портрет Мартина Барвінського
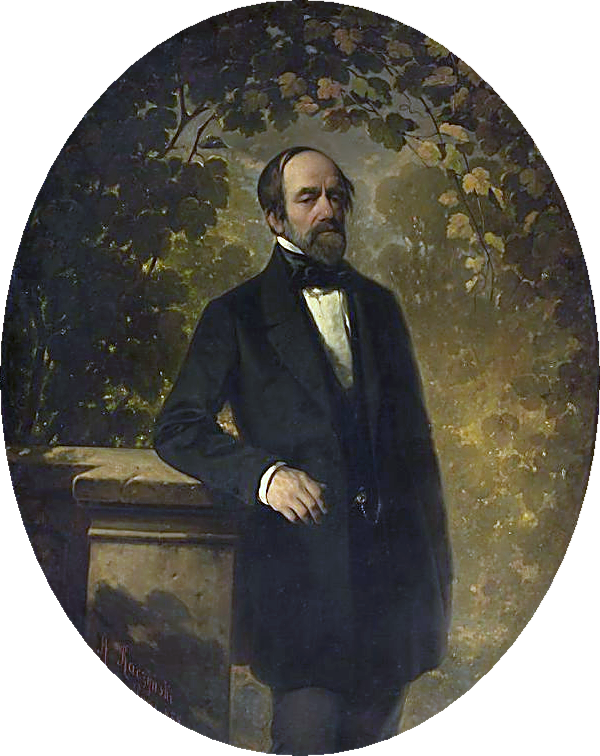
Портрет Йосифа Богдана Залеського
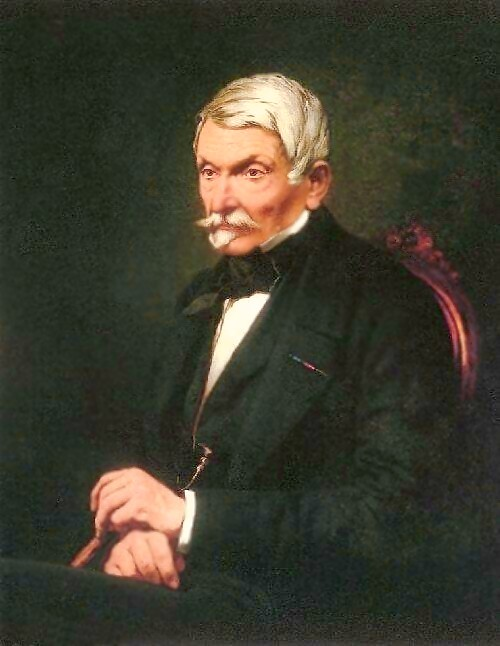
Портрет Александра Фредра
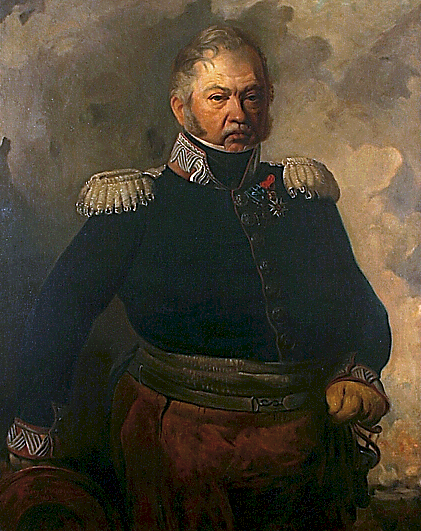
Портрет Юзефа Дверницького (1856—1858)